# Gilbert Adair
Gilbert Adair (ur. 29 grudnia 1944 w Edynburgu, zm. 8 grudnia 2011 w Londynie) – brytyjski pisarz, dziennikarz i krytyk literacki.
Jest autorem takich powieści jak The Holy Innocents (1988), Miłość i śmierć na Long Island (1990), która posłużyła Richardowi Kwietniowskiemu za kanwę filmu z 1997 roku, czy A Closed Book (1999).
Tworzy także literaturę faktu, m.in. Hollywood’s Vietnam (1981), The Postmodernist Always Rings Twice (1992). Otrzymał nagrodę Scotta Moncrieffa, przyznawaną za wybitne tłumaczenia, za opracowanie angielskiej wersji powieści Georges'a Pereca A Void, w której ani razu nie zostaje użyta litera e.
W 2001 Adair wydał biografię chłopca, który zainspirował Thomasa Manna do napisania powieści Śmierć w Wenecji – The Real Tadzio, zaś w 2003 powieść Marzyciele, będącą podstawą filmu Bernarda Bertolucciego. W 2004 napisał powieść Buenas Noches, Buenos Aires.